# 圣皮埃尔-拉布洛讷
圣皮埃尔-拉布洛讷（法語：Saint-Pierre-la-Bourlhonne）是法国多姆山省的一个市镇，位于该省东部，属于昂贝尔区。该市镇总面积11.89平方公里，2009年时的人口为143人。

## 人口
圣皮埃尔-拉布洛讷人口变化图示